# Edward McMillan-Scott

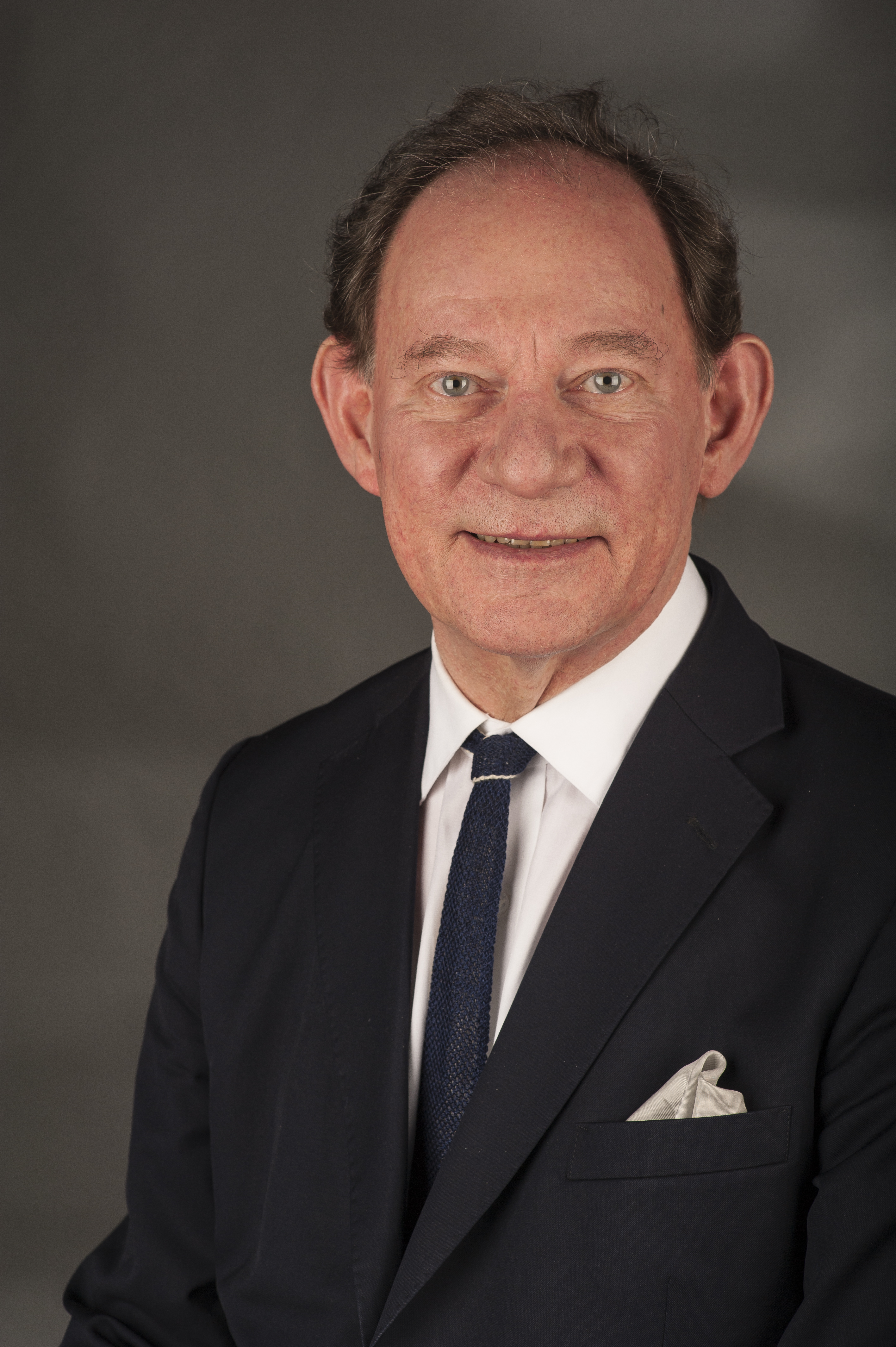
Edward McMillan-Scott

Edward Hugh Christian McMillan-Scott (Cambridge, 15 augustus 1949) was een Brits lid van het Europees Parlement, eerst voor de Conservative Party en sinds 2010 voor de Liberal Democrats.

## Levensloop
Hij was een van de zeven kinderen van architect Walter Macmillan-Scott en Elisabeth Hudson. Hij liep school bij de dominicanen.
Hij werkte gedurende een aantal jaren voor een Amerikaanse touroperator, in Rusland en Afrika, en werd, naast Engels, vloeiend in Frans en Italiaans. Vanaf 1973 werkte hij in public affairs en in 1982 stichtte hij zijn eigen Witehall consultancy. Onder zijn klanten had hij de Falkland Islands Government. Hij werd lid van de Conservative Party in 1967.
Hij werd voor het eerst verkozen tot Europarlementslid in 1984 voor de kiesomschrijving York en vervulde dit mandaat tot in 1994. Van 1994 tot 1999 werd hij verkozen door de kiesomschrijving Yorkshire en vanaf 1999 tot 2014 door de kiesomschrijving Yorkshire and the Humber.
McMillan-Scott was fractieleider van de conservatieven in 1997–2001. In 1999 werd hij herverkozen als kopman op de lijst voor de omschrijving Yorkshire & Humber. Nadat de Conservative Party gebroken had met de Europese Volkspartij, om samen met anderen de Europese Conservatieven en Hervormers (ECH) op te richten, kwam McMillan-Scott in protest. De leider van de liberal-democrats Nick Clegg heeft die groep omschreven als een bende mafkezen, homofoben, antisemieten en ontkenners van de klimaatwijziging.
Het protest van Macmillan-Scott had tot gevolg dat hij geschorst werd binnen de conservatieve partij en wat later uit de partij werd gezet.  
Hij werd sinds 2004 viermaal verkozen tot ondervoorzitter van het parlement. Hij was vooral actief in de domeinen van mensenrechten en democratie. Hij bleef conservatief parlementslid tot hij in een dispuut geraakte met David Cameron over de nieuwe alliantie die werd aangegaan met andere partijen binnen het parlement. In 2010 werd hij lid van de Liberal Democrats. In januari 2012, werd hij voor de vierde maal verkozen tot ondervoorzitter van het parlement.
McMillan-Scott was als ondervoorzitter belast met de relaties met de nationale parlementen en met de parlementaire assemblee voor het Middellandse Zeegebied, waar 280 parlementsleden uit de Europese Unie, Noord-Afrika en het Midden-Oosten elkaar ontmoeten. Na zijn herverkiezing in 2009 werd hij verantwoordelijk voor zaken van democratie en mensenrechten, relaties met de nationale parlementen en het voorzitterschap van het auditpanel van de Europees Parlement. Na zijn herverkiezing in 2012 werd hij belast met democratie en mensenrechten, met de Sakharov Prize Network en met trans-Atlantische relaties.
Hij werkt ook binnen het Human Rights and Democracy Network, dat vertegenwoordigers samenbrengt van meer dan veertig ngo's die een vestiging in Brussel hebben, teneinde maximale attentie te verkrijgen van de Europese Unie voor deze problematiek.
Als supervisor van alle activiteiten in verband met democratie en mensenrechten, heeft hij deelgenomen aan talrijke observatiemissies bij verkiezingen. De grootste verkiezingsobservatie waar hij aan deelnam was in 2005 en 2006, toen  meer dan 30 Europarlementsleden de presidentiële en de wetgevende verkiezingen in Palestina volgden.

## Campagnes

### Democratie en mensenrechten
In 1992 stichtte McMillan-Scott de European Instrument for Democracy and Human Rights (EIDHR) met als doel de ontwikkeling van de democratie te ontwikkelen in de landen van het voormalige Oostblok, en later in de Arabische landen en in landen zoals Rusland, Cuba en China.
Vanaf de jaren zeventig, toen hij als reisgids in het Oostblok vertoefde, nam hij contact op met dissidenten. Dit leverde hem in 1972 een arrestatie en boete op. Na zijn verkiezing in 1984 reisde hij vaak in landen van het Oostblok en had er vele contacten met voormalige dissidenten. Hij was ter plekke in 1993 toen communisten van de oude garde een coup pleegden tegen Boris Jeltsin en was ook de enige buitenlandse politicus die aanwezig was en het woord voerde in 2006 op de rally georganiseerd door Gary Kasparov. Tegen het einde van het regime van Milosevic was hij de eerste buitenlandse politicus die in Belgrado actief was: hij bestudeerde er 30 reformistische en sociale projecten die werden ondersteund door de EIDHR.
Van 2004 tot 2012 zat hij de informele Democracy Caucus binnen het Europees Parlement, die zich inzette voor het tot stand komen van een European Endowment for Democracy and Human Rights (EED), dat de ambitie heeft het equivalent te zijn van de Amerikaanse National Endowment for Democracy. De EED is sinds 2012 operationeel.
McMillan-Scott is een van de belangrijkste campagnevoerders voor hervormingen in China. In 2006 bracht hij zijn laatste bezoek aan China. Alle dissidenten en voormalige gewetensgevangenen die hij er ontmoette werden, zodra hij vertrokken was, gearresteerd, opgesloten en soms gemarteld. Onder hen bevonden zich de christelijke advocaat van de mensenrechten Gao Zhisheng en de milieuactivist Hu Jia. McMillan-Scott slaagde erin de Sakharovprijs voor de Vrijheid voor het jaar 2008 toe te kennen aan Hu Jia. Hij was actief in talrijke activiteiten gericht op hervorming in China. In november 2010 ontmoette hij de dissidente kunstenaar Ai Weiwei, die zeer kritische bemerkingen over zijn land maakte voor de YouTubeprogramma's van McMillan-Scott. Ai Weiwei stond vervolgens verschillende maanden onder huisarrest in Beijing.
Hij heeft ook zijn steun verleend aan de populaire Falun Gong Buddha-school, die brutaal werd vervolgd door het Beijing regime. Hij voerde campagne tegen de methodes van het Chinese Volksleger, dat duizenden Falun Gong gevangenen heeft vermoord om hun essentiële organen te kunnen verkopen.
Hij schreef in 1997 een belangrijk rapport voor het Europees Parlement, als langste lid van de Commissie Buitenlandse Zaken, over een nieuw te ontwikkelen strategie van Europa ten overstaan van China. Hij lag aan de oorsprong van de boycotcampagne die als gevolg had dat in 2008 de voorzitters van de Europese Commissie en van het Europees Parlement afwezig bleven op de Olympische Spelen in Peking.
Nadat het land gedurende drie jaar was afgesloten, was hij de eerste westerse politicus die in 1996 Tibet kon bezoeken. Hij voert strijd voor de onafhankelijkheid van Tibet en nam aan vele activiteiten deel die de verdrukking in Tibet aanklagen.
In oktober 2006 bezocht hij Cuba en ontmoette er heel wat dissidenten, zoals Oswaldo Payá, die hij voortaan aanmoedigde in hun strijd voor politieke bevrijding.

### De Arabische wereld
McMillan-Scott heeft campagne gevoerd voor hervormingen in de Arabische wereld. Hij deed dit vanaf zijn bezoek aan Jordanië in 1993. In 2003 steunde hij de Egyptische liberale partij El-Ghad en zorgde voor het vrijkomen van haar leider Ayman Nour, die in 2005 gevangen werd gezet nadat hij in conflict kwam met President Mubarak. Na de revolutie van februari 2011 was hij de eerste Europese politicus die in Caïro arriveerde waar hij sindsdien herhaaldelijk terugkeerde. In september 2012 was hij samen met Guy Verhofstadt aanwezig bij de oprichting van Arab Leaders for Freedom and Democracy.

### Kinderrechten
McMillan-Scott heeft campagnes gevoerd voor betere kinderrechten ten gunste van kinderen in de EU en heeft mee enkele campagnes gevoerd in gevallen van kinderontvoering.

### Antifraude
In 1999 werd hij door klokkenluider Paul van Buitenen speciaal vermeld voor zijn rol bij de val van de Europese Commissie in 1999. McMillan-Scott had in 1990 de fraude ontdekt binnen de directie Toerisme, naar aanleiding van het Europese Jaar van het Toerisme en voerde sindsdien actie voor het bestrijden van fraude. In 1999 resulteerde dit in het ontslag van de volledige commissie.

### Zetel van het Europees parlement alleen in Brussel
McMillan-Scott heeft aan alle initiatieven deelgenomen die tot doel hebben Brussel als enige zetel voor het Europees Parlement aan te duiden en de samenkomsten in Straatsburg als nutteloze geldverspilling af te schaffen. In zijn verslag van februari 2011 onderstreepte hij dat de kost hiervan jaarlijks € 180 miljoen bedraagt.

### Sustainable food
Sinds 2008 heeft McMillan-Scott geen vlees meer gegeten, vanwege de klimaateffecten van vlees op het klimaat. In december 2009 nodigde hij sir Paul McCartney uit voor een conferentie onder de titel "Less Meat = Less Heat".

## Weg bij de Conservative Party
Aanvankelijk waren de Britse Conservatives aangesloten bij de Europese Volkspartij. Na de verkiezingen van 1999 was, onder de leiding van William Hague, McMillan-Scott een van de onderhandelaars van het Málaga Agreement waarbij een lossere verbinding met de EVP tot stand kwam. Deze overeenkomst hield stand tot in 2009. Toen verbraken de Conservatives het akkoord en vormden de fractie van Europese Conservatieven en Hervormers.
McMillan-Scott moest dus de EVP verlaten en bij die nieuwe groep aansluiten. Bij de eerste bijeenkomst van de groep op 24 juni 2009 verklaarde hij dat hij het zeer moeilijk had met sommige leden van de nieuwe club, over wie vermoedens van uiterst rechtse banden bestonden. Gevolg hieraan werd hij eerst geschorst en vervolgens uit de partij gezet.

## Bij de Liberal Democrats
Op 12 maart 2010 werd McMillan-Scott lid van de Liberal Democrats en werd hierdoor lid van de Alliance of Liberals and Democrats for Europe (ALDE). Dankzij de steun van ALDE werd hij opnieuw ondervoorzitter van het parlement, in een verkiezing waarbij hij de kandidaat van de ECH-groep versloeg.
In mei 2014 is hij opnieuw Europees kandidaat voor de Liberal Democrats in Yorkshire and The Humber.

## Erkenningen
McMillan-Scott ontving in september 2013 de Medal of Honour van de European Inter-University Centre for Human Rights and Democratisation (Venetië), "in recognition of his lasting efforts in the promotion and protection of human rights".
In september 2012 ontving hij de prijs voor Outstanding Contribution vanwege de Parliament magazine, waarbij werd verwezen naar zijn activiteiten en realisaties voor democratie en mensenrechten, vooral in verband met de Arabische Lente, maar tevens met zijn campagnes voor het afschaffen van de maandelijkse verhuizing van het parlement naar Straatsburg.

## Familie
McMillan-Scott is in 1972 getrouwd met kinderrechtenadvocate Henrietta en ze hebben twee dochters.

## Verwijzingen
- Dit artikel of een eerdere versie ervan is een (gedeeltelijke) vertaling van het artikel Edward McMillan-Scott op de Engelstalige Wikipedia, dat onder de licentie Creative Commons Naamsvermelding/Gelijk delen valt. Zie de bewerkingsgeschiedenis aldaar.